# Agence de presse Fars
L'agence de presse Fars est une agence de presse iranienne. Elle se décrit comme étant « la première agence de presse indépendante iranienne », mais les médias occidentaux la considèrent généralement comme une agence de presse « semi-officielle » du gouvernement iranien ,,. Tout son contenu est distribué gratuitement, sous licence Creative Commons.

## Histoire
Fondée en 2003, l'agence de presse Fars fournit, outre des reportages en persan, des informations en anglais, turc, arabe et dari.